# Beloneuria stewarti
Beloneuria stewarti és una espècie d'insecte plecòpter pertanyent a la família dels pèrlids.

## Hàbitat
En el seu estadi immadur és aquàtic i viu a l'aigua dolça, mentre que com a adult és terrestre i volador.

## Distribució geogràfica
Es troba a Nord-amèrica: els Estats Units (Geòrgia, Carolina del Nord, Carolina del Sud i Tennessee).

## Estat de conservació
Les seues principals amenaces són l'explotació forestal i la pluja àcida.